# Pouytenga-Peulh
Ne doit pas être confondu avec Pouytenga.
Pouytenga-Peulh est une commune située dans le département de Pouytenga de la province de Kouritenga dans la région du Centre-Est au Burkina Faso.